# Sibbertoft
Sibbertoft es un pueblo y una parroquia civil del distrito de Daventry, en el condado de Northamptonshire (Inglaterra).

## Demografía
Según el censo de 2001, Sibbertoft tenía 343 habitantes (170 varones y 173 mujeres). 73 (21,28%) de ellos eran menores de 16 años, 230 (67,06%) tenían entre 16 y 74, y 40 (11,66%) eran mayores de 74. La media de edad era de 42,56 años. De los 270 habitantes de 16 o más años, 46 (17,04%) estaban solteros, 185 (68,52%) casados, y 39 (14,44%) divorciados o viudos. 159 habitantes eran económicamente activos, todos ellos empleados. Había 5 hogares sin ocupar y 125 con residentes.
| 330                         | 334 | 406 | 402 | 437 | 376 | - | - | 292 | 250 | 238 | 245 | 204 | 197 | - | 222 | 238 |
| (Fuente: Vision of Britain) |     |     |     |     |     |   |   |     |     |     |     |     |     |   |     |     |